# Abantis elegantula
Abantis elegantula là một loài bướm ngày thuộc họ Bướm nhảy. Loài này được tìm thấy ở Guinée, Sierra Leone, Bờ Biển Ngà, Ghana, Nigeria và Cameroon. Môi trường sống của loài này là các khu rừng, bao gồm khảm rừng xa van.